# The Freethinker

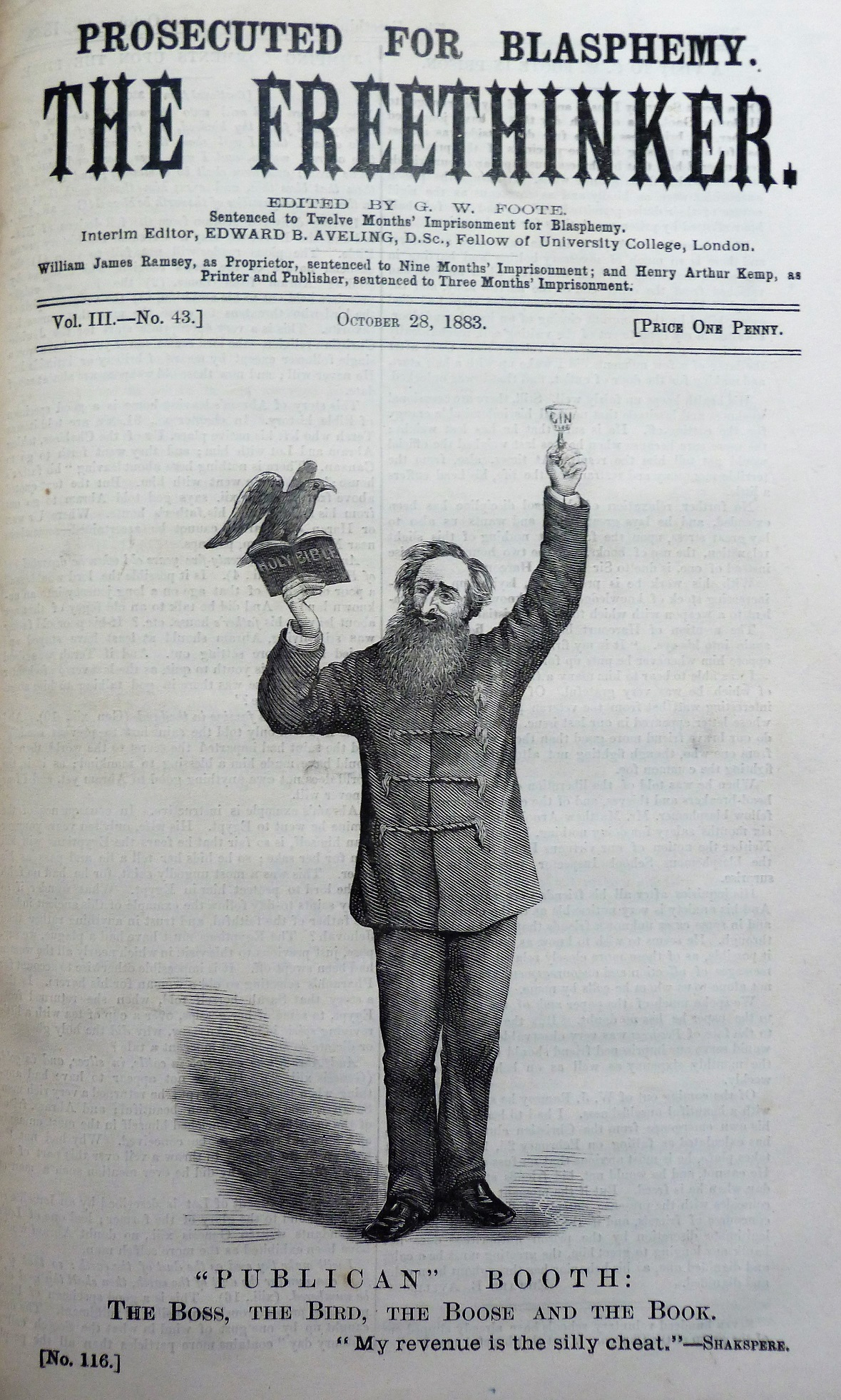
Titelseite von Vol. III, No. 43 des Magazins The Freethinker (28. Oktober 1883)

The Freethinker (Der Freidenker) ist ein säkulares und humanistisches britisches Magazin, das 1881 von George William Foote gegründet und anfangs herausgegeben wurde. Es handelt sich um die älteste Zeitschrift zum Thema Freidenkertum, die heute noch veröffentlicht wird.
Die Zeitschrift nimmt in der Regel einen antireligiösen Tonfall an. In der 1. Ausgabe (vom Mai 1881) legte Foote den Zweck von The Freethinker dar:

„Der Freethinker ist ein antichristliches Organ und muss daher in erster Linie aggressiv sein. Er wird einen unerbittlichen Krieg gegen den Aberglauben im Allgemeinen und gegen den christlichen Aberglauben im Besonderen führen. Er wird sein Bestes tun, um die Mittel der Wissenschaft, der Gelehrsamkeit, der Philosophie und der Ethik gegen die Behauptungen der Bibel als göttliche Offenbarung einzusetzen; und er wird keine Skrupel haben, für denselben Zweck alle Waffen des Spottes oder des Sarkasmus einzusetzen, die aus dem Arsenal des gesunden Menschenverstandes entlehnt werden können.“

Der Freethinker stand während des größten Teils seiner Geschichte der National Secular Society nahe, einer britischen Gesellschaft zur Förderung der Säkularisierung bzw. Trennung von Religion und Staat, sie wurde jedoch strikt eigenständig herausgegeben.
Im Jahr 2006 änderte sich der Titelkopf der Zeitschrift von Secular humanist monthly zu The Voice of Atheism since 1881 (Die Stimme des Atheismus seit 1881).